# Docteur fugitif
Pour les articles homonymes, voir Le Docteur.
 (novembre 2023).
Si vous disposez d'ouvrages ou d'articles de référence ou si vous connaissez des sites web de qualité traitant du thème abordé ici, merci de compléter l'article en donnant les références utiles à sa vérifiabilité et en les liant à la section « Notes et références ».
Le Docteur fugitif, sous le pseudonyme de Ruth Clayton, est une incarnation passée et oubliée du Docteur, le personnage principal de la série de science-fiction britannique Doctor Who. Il est joué par l'actrice britannique Jo Martin. Elle apparaît avec le Treizième Docteur, incarné par Jodie Whittaker, dès l'épisode 5 de la saison 12, intitulé Le Contrat des Judoons.
Dans l'histoire de la série, Le Docteur est un enfant intemporel élevé par Tecteun, une Shobogan, race originelle de la planète Gallifrey, devenue celle des Seigneurs du Temps (Time Lords). Le Docteur est originaire d'une planète inconnue, trouvé au pied d'un portail décrit comme "une frontière vers une dimension ou un univers inconnu", sur une planète déserte aux confins d'une galaxie. Il a grandi sur la planète Gallifrey, dans la constellation de Kasterborous. Il est présenté comme la première entité à s'être régénérée sur Gallifrey, étant à l'origine du code génétique des Seigneurs du Temps. Il dispose donc d'un nombre inconnu de régénérations, contrairement à ses semblables limités à 12, et qui lui ont cependant retiré la mémoire afin qu'il vive comme eux.

## Histoire du personnage

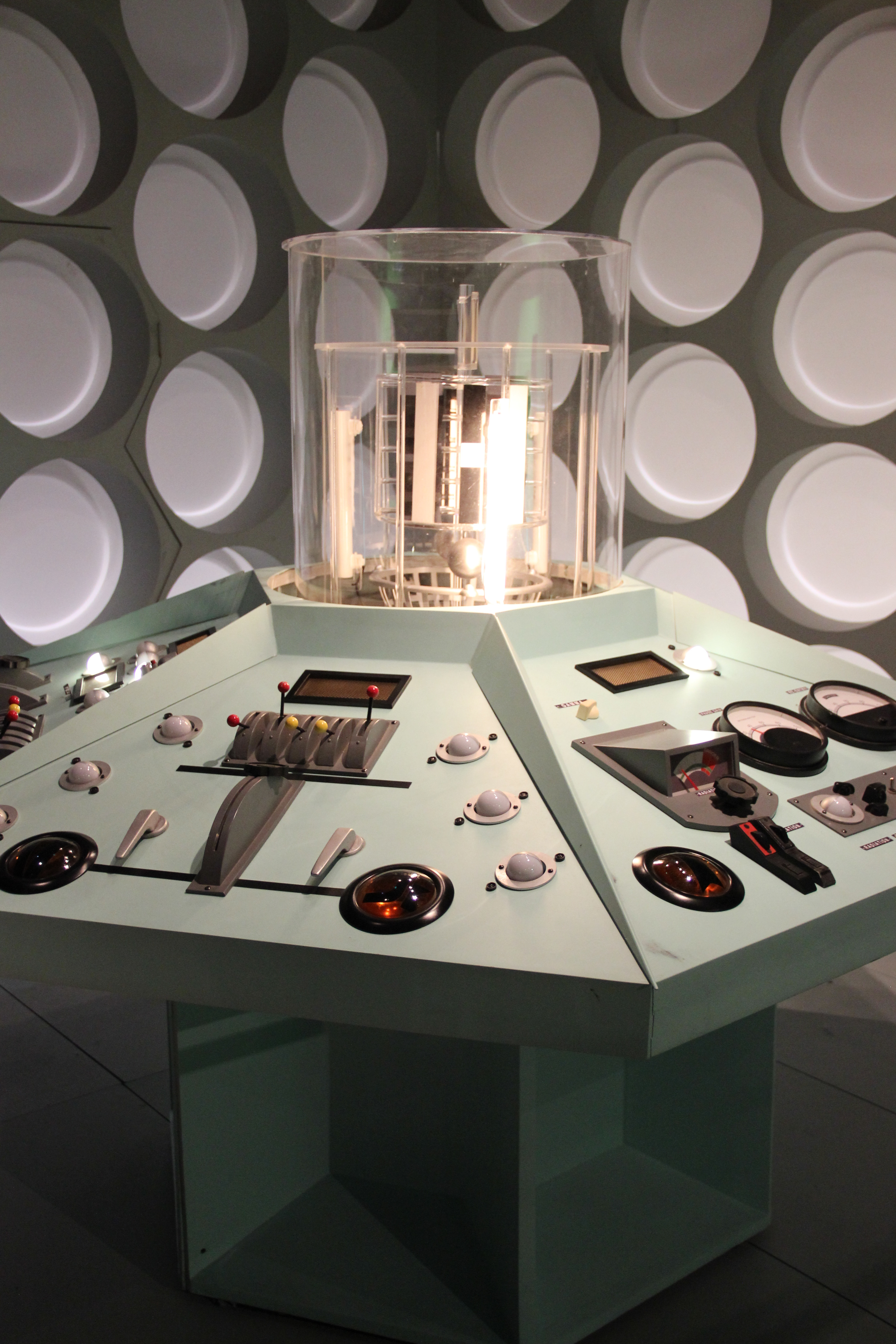
L'intérieur du TARDIS de Ruth ressemble beaucoup à celui du premier Docteur.

Le passé de ce Docteur est encore largement inconnu, même si quelques éléments se dégagent de ses dires. C'est probablement, d'après l'épisode Les Enfants intemporels, une des nombreuses versions (et peut-être la dernière) pré-Docteur connue sous le nom d'Enfant Intemporel.
Selon Ruth, elle aurait travaillé pendant longtemps comme agent à la Division pour le Haut Conseil de Gallifrey, sous les ordres du commandant Gat. L'épisode Il n'était pas une fois présente une des dernières missions secrètes que la Division lui a confiées, censée être sa dernière preuve de loyauté : avec le guerrier Karvanista, assiéger le temple d'Atropos sur la planète du Temps, maintenir la chronologie de l'Univers sous contrôle grâce aux prêtresses Mouri, mettre hors d'état de nuire Swarm et Azure, deux créatures du chaos.
Dans l'épisode Le Contrat des Judoons, on voit que pour des raisons inexpliquées, le Docteur a abandonné sa mission et, pour éviter que les Seigneurs du Temps ne la retrouvent, elle s'est métamorphosée en humaine grâce au circuit caméléon, comme sa dixième incarnation après elle. Devenant Ruth Clayton, une guide touristique indépendante dans le centre historique de Gloucester, son compagnon Lee Clayton (désormais protecteur et pseudo-époux), un autre Seigneur du Temps, se chargea de la conforter dans sa paisible existence factice. Quelque temps plus tard, le jour de "l'anniversaire" de Ruth, des Judoons commandés par Gat prirent d'assaut la ville pour arrêter le Docteur. Le treizième Docteur intervint alors dans l'objectif que personne ne soit blessé. Parvenant à stopper les Judoons, les deux Docteurs se réfugièrent dans la célèbre cathédrale pendant que Gat assassinait Lee, un de ses anciens collaborateurs. Devinant l'importance de flashbacks évoquant un phare - le prétendu phare où Ruth avait grandi - dans l'esprit de la guide touristique, le Docteur décida de l'y emmener pour tirer les choses au clair, ses compagnons Graham, Yaz et Ryan étant téléportés en pleine bataille interstellaire aux côtés du capitaine Jack Harkness.
Arrivés au phare, le Docteur découvrit que la tombe des "parents" de Ruth abritait en fait un TARDIS enterré ; Ruth récupéra ses souvenirs de Dame du Temps et emmena le Docteur avec elle dans son vaisseau, constatant l'aberration de leur situation : les deux Docteurs n'étaient la version future d'aucune, et l'une d'elles était visiblement une erreur. En réalité, Ruth est une incarnation passée du Docteur, effacée de sa mémoire par un lavage de cerveau. Capturés par les Judoons, le treizième Docteur comprit que pour Gat et son alter-ego, la planète Gallifrey était bien en place sur son orbite et les Seigneurs du Temps n'avaient pas disparu. Montrant à Gat ses souvenirs de Gallifrey ravagée par le Maître, la situation dégénéra et Gat se tua par accident avec un fusil laser saboté. Les Judoons, piégés, renoncèrent à leur contrat avec le Haut Conseil et laissèrent le Docteur s'enfuir : les deux versions du Seigneur du Temps se quittèrent froidement pour, a priori, ne jamais se revoir.
Le Docteur fugitif réapparait également dans l'épisode Le Pouvoir du Docteur en tant que hologramme pour tromper le Maître après qu'il a volé le corps du Docteur. Le Docteur Fugitif aide Yaz et Vinder à ramener le Docteur.
Dans l'épisode Le Moteur à Histoires, lorsque le Quinzième Docteur rencontra Abena, elle était furieuse d'avoir été abandonnée par le Docteur Fugitif après son pari avec Anansi. Le Docteur apparait à Abena sous les traits du Docteur Fugitif et s'excuse de ne pas l'avoir emmenée avec lui, expliquant qu'il était alors fugitif, qu'Anansi avait eu tort de proposer le pari et que le Docteur Fugitif était « occupé par une autre histoire qui pourrait être terminée un jour ».

## Apparence
|                                                                                 |  |  |
| Des redingotes militaires comme celle de Ruth Clayton sous sa forme de Docteur. |  |  |

Elle est la première incarnation noire du Docteur. Elle est âgée d'une quarantaine d'années et possède des longs cheveux tressés évoquant des dreadlocks. Elle porte des lunettes fines à verre jaune, des créoles ciselées, une ample redingote militaire évoquant le costume des officiers de marine du XIXe siècle et une longue chemise à motifs floraux multicolores.

## Liste des apparitions
- 2020 : Le Contrat des Judoons
- 2020 : Les Enfants intemporels
- 2021 : Il n'était pas une fois
- 2022 : Le Pouvoir du Docteur
- 2025 : Le Moteur à Histoires